# 特殊事件捜査係

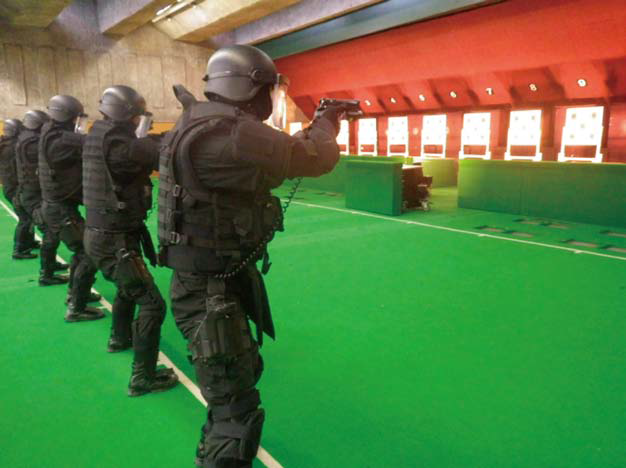
熊本県警察刑事部の人質立てこもり部隊の訓練状況

特殊事件捜査係（とくしゅじけんそうさがかり）は、日本の警察の刑事部に設置されている部署の一つで、高度な科学知識・捜査技術に精通し、誘拐・ハイジャックなどの人質がいる事件、大規模な業務上過失事件または爆破事件などに対処する。刑事警察の捜査員（刑事）による組織であるが、このような所掌をもつことから、人質救出作戦部隊としての側面もある。
都道府県警察刑事部の捜査第一課に設置されており、警察庁では「特殊事件捜査係」と総称しているが、実際の部署名は、特殊犯捜査係、特殊事件係、特殊犯捜査班、特殊事件捜査班または特殊犯事件対策室など、各警察本部によって異なっている。また、略称名も警視庁ではSIT（Special Investigation Team）、大阪府警ではMAAT（Martial Arts Attack Team）などと、非常に多彩になっている。

## 来歴
昭和40年代の日本では、科学技術の進歩や高度経済成長に伴う生活・行動様式や価値観の変化に伴って、新たなタイプの犯罪発生が問題となっていた。従来は考えられなかったような大型犯罪の発生、犯罪の広域化やスピード化、爆発物や銃火器を使用した凶悪な犯罪、大量輸送機関に関連した事件や事故などがそれであった。
そしてまた、1963年（昭和38年）に発生した「吉展ちゃん誘拐殺人事件」は、刑事警察に対して深刻な教訓となっていた。この事件では、最終的に被疑者検挙にこぎつけたことで対外的な面目は保たれたものの、警察側の体制不備のために身代金を奪われ、現場での被疑者確保にも失敗した上、人質の救出を果たせなかったことで、警視庁の上層部は深刻な問題意識を抱いていた。
この状況に対し、1964年（昭和39年）4月1日、警視庁刑事部は捜査第一課に「特殊犯捜査係」を設置した。また警察庁でも、「吉展ちゃん誘拐殺人事件」の教訓を踏まえて、昭和45年度に「刑事警察刷新強化対策要綱」を策定し、捜査体制の抜本的な強化を打ち出した。この一環として、同年から各警察本部への「特殊事件捜査係」の設置が図られることになり、1981年（昭和56年）3月までに全国の警察本部に設置された。

## 編制

### 所掌
警視庁が特殊犯捜査係を設置した際には、「誘拐事件の捜査に関すること」が事務分掌の第一項目とされており、いわば日本初の「誘拐捜査専門部隊」といえるものであった。また警察庁では、「新型・特殊な事件の捜査経験に富み、高度な科学知識および捜査技術に通暁した専任捜査官を警察本部に常駐させておき、管内のいかなる場所で事件が発生しても、速やかに応援捜査を行えるように設置された部署」として位置付けられていた。
一般的な事件の捜査は事件発生後に行われるのに対し、誘拐事件・人質事件では現在進行形の捜査が行われるのが特徴となる。誘拐・恐喝事件では被害者家族や社員になりすまして犯人との交渉や身代金受け渡しを、また人質立てこもり事件では犯人への説得交渉などを行なって事件の解決を図る。このため、車両を使用した追跡や特殊通信、逆探知、交渉（説得）技術の訓練などの技術を備えている。
このような所掌であることから、刑事としての捜査だけに留まらず、人質救出作戦も担当するようになっていった。この結果、しばしば対テロ作戦を担当するSATとの任務分担の境界線が不明確で問題になっており、政治的な背景をもった事件は警備部（SAT）、そうでない事件は刑事部（SIT）とされてはいるものの、実際にはその区別がはっきりせず、結局はその都度警察本部長の裁定を受けることになっている。概して、戦技・体力ではSAT、捜査力ではSITが優れているとされていることから、1992年（平成4年）には警視庁第六機動隊の特科中隊（SAP; SATの前身組織）から選抜された隊員がSITに編入されているほか、1995年（平成7年）9月にもSAT経験者7人がSITに配属されるなど、人的交流が図られている。また青森県警察のように、刑事部と警備部の合同部隊を準備し、対テロ作戦も兼務させている警察本部もある。

### 組織
特殊事件捜査係、あるいはそれに相当する部署は、各警察本部刑事部の捜査第一課に編成されている。警視庁では、2000年代初頭の時点で、特殊犯捜査係全体で60人強、特殊犯捜査第一・二係に限っても30人弱の捜査員が配されていた。また創設自体は警視庁に遅れを取ったとはいえ、三菱銀行人質事件（1979年／昭和54年）やグリコ・森永事件（1984年／昭和59年〜1985年／昭和60年）を経験した大阪府警察も、全国に先駆けて拳銃を使用する立てこもり事件への対処方法を研究するなど、特殊犯捜査係に力を入れてきた。

#### 警視庁特殊犯捜査係の編成
警視庁の特殊犯捜査係はSIT（エスアイティーまたはシット）と通称される。これは1987年（昭和62年）12月の警視庁刑事部の組織改編に伴って、警視庁本部庁舎から麹町1丁目の元警視総監公舎（三番町公舎）に移転した際に、部屋に表札を掲げることになり、マスコミの目を避けるため、部署名そのままではなくローマ字表記（Sousa Ikka Tokushuhan）の頭文字を取ってSITと記載したものであった。その後、在外公館勤務経験者の捜査第一課管理官が"Special Investigation Team"（特捜班）の略と解釈してしまい、これが後付けで公式名称となったものといわれている。
1964年（昭和39年）4月に創設された時は、警部1人・警部補1人・巡査部長2人・巡査2人の計6人体制であり、6月には婦人警察官が配置された。その後、連続企業爆破事件に伴って1975年（昭和50年）には67人に増強されたが、同年5月の犯人グループの逮捕・指名手配を受けて、従来の体制に戻された。2019年現在では下記のような組織となっている。
- 第一特殊犯捜査・課長代理
  - 特殊犯捜査第一係
  - 特殊犯捜査第二係
- 第二特殊犯捜査・課長代理
  - 特殊犯捜査第三係
  - 特殊犯捜査第四係
  - 特殊犯捜査第五係
- 第三特殊犯捜査・課長代理
  - 特殊犯捜査第六係
  - 特殊犯捜査第七係

このうち、特殊犯捜査第一・二係が誘拐・人質事件や恐喝・脅迫事件の捜査を担当しており、ジャーナリストの毛利文彦は、これらを指して「特殊班」と称している。一方、第三・四係は公共交通機関などでの事故や爆破・爆発事件、更に産業災害・医療事故などの業務上過失致死傷事件の捜査を担当する。また第六・七係はインターネットによる恐喝、脅迫などに係る犯罪の捜査を担当する。第五係は遊軍的に、特殊犯に係る重要特異な事件や特命事件の捜査を担当する。

#### 道府県警察刑事部の突入班
地方では、捜査員は1人のみで、しかも殺人捜査と兼務という警察本部もある。このような人数不足を補う意味も含めて、突入制圧の場合には、機動捜査隊、更には機動隊との合同で突入班を編成する警察本部もある。例えば埼玉県警察のSTSは、機動捜査隊員を中心として編成されている。機動捜査隊は、もともと特殊事件捜査係の設置とともに「刑事警察刷新強化対策要綱」の両輪として増強が図られているものであり、所掌の面でも特殊事件を対象に含む例がほとんどである。
大阪府警察の特殊犯捜査係は、1992年以降、MAAT（Martial Arts Attack Team）と称されるようになった。この命名は、警視庁式のSITでは、海外の捜査機関との協同の際に発音に支障があることを考慮したといわれている。
その他の府県警察では下記のような名称となっている。
- SIT - 秋田県警察、宮城県警察、福島県警察、栃木県警察、茨城県警察、山梨県警察、静岡県警察、愛知県警察、三重県警察、和歌山県警察、奈良県警察、福岡県警察、長崎県警察、沖縄県警察
- STS（Special Tactical Section） - 埼玉県警察
- ART（Assault and Rescue Team） - 千葉県警察[16]
- SIS（Special Investigation Squad） - 神奈川県警察
- TST（Technical Special Team） - 青森県警察
- HRT（Hostage Rescue Team） - 広島県警察[注 1]
- MARS（Martial Attacking Rescue Section） - 愛媛県警察
- NSIT - 長野県警察
- YSIT - 山口県警察

#### 特殊班派遣部隊
1994年（平成6年）4月には、警察庁刑事局に特殊事件特別捜査班が設置された。これは、警視庁や大阪府警察など、特殊犯の経験が豊富な警察本部の捜査員の一部を警察庁兼務職員として登録し、特殊事件捜査係の体制が弱体な地域で誘拐事件などが発生した場合はこれらの捜査員を現地の警察本部に派遣して、ノウハウの伝授や助言を行うという制度で、「タスク・フォース」と通称されている。またこのタスク・フォースが中核となって、年に2回、全国の都道府県警察が参加する共同訓練も行われている。
タスクフォースに選ばれた捜査員は、警視庁や大阪府警察の警察官であっても他道府県で発生した特殊犯事件に介入することが可能だが、任務は事件発生地を管轄する警察本部の支援に限定されている。タスクフォースに在籍する警視庁SITの捜査員は、米国連邦捜査局（FBI）に研修に赴き、米国での特殊犯事件への対応の現状や、拳銃の射撃訓練、プロファイリングに関する動向などのレクチャーを受けたといわれている。さらに、FBIとの交流を契機として、神奈川県横須賀市に駐留する米海軍犯罪捜査局（NCIS）極東方面本部の幹部が、警視庁SITの立てこもり訓練に指導・助言を与える形で参加するようになった。NCISは、主に拳銃などの武器使用に関する指導や、ビルを駆け下りたりするなどの基礎運動の形成に関する助言を行ったといわれている。
その後、タスクフォースは特殊班派遣部隊という名称の部隊に発展し、警視庁と大阪府警察に加えて、北海道警察、愛知県警察、福岡県警察の5都道府県警察に設置されている。
特殊班派遣部隊が編成された年は不明であるが、2006年に警察庁が発表した文章に部隊の名称が記載されている。また2016年に開催された国家公安委員会定例会議の議事録には、和歌山県和歌山市で発生した立てこもり事件に、大阪府警察の特殊班派遣部隊が派遣されたとの記述がある。

#### 事件発生時の対応
警視庁の場合、一般的に、誘拐捜査の際には下記のような陣容がとられるとされる。
- 指揮本部 - 所轄警察署の講堂に設置されることが多い。警視庁の場合、捜査責任者である刑事部長や、実務担当者である捜査第一課長、ナンバー2の理事官、また下記の各班ごとのキャップ格の責任者をおいて任務を統括する[19]。
- 被害者対策班 - 被害者と人間関係をつくり、電話を通じて犯人と対峙するとともに、逆探知の手配や本庁との連絡など、前線本部として機能する[19]。
- 犯人割り出し班
- 逆探知班 - 電気通信事業者との共同作業であり、手続きとしては、刑事部長名の「逆探知要請書」を提出するところから始まる。電話交換機がデジタル化された現代では、逆探知はコンピュータによって瞬時に行われるが、コード化された発信者情報を読み取るのは事業者の技術者であり、事業者や技術者によって所要時間に大きなばらつきがある[19]。
- 犯人捕捉班 - 逆探知などの情報に基づき、身代金授受や脅迫電話などの現場に張り込んで、犯人や共犯者を捕捉する。特に逆探知による情報の場合、現場の厳密な特定が難しく、かなり広い範囲に分散配備しなければいけない関係から、特殊犯捜査係の専従要員だけでは足りずに捜査一課の他の部署や所轄の警察署員、しかも刑事だけではなく警務課などの後方要員まで動員しなければいけないこともあるが、このような応援要員は犯罪捜査に不慣れであるためにミスを犯してしまうことも少なくない[19]。
- 犯人追跡班 - 犯人の追跡を担当する。特にオートバイによる追跡部隊は警視庁では「トカゲ」と称されており、普段の所属は捜査一課のほか機動捜査隊や捜査三課など多岐に渡るが、事件発生時には真っ先に動員され、犯人の追跡のほかにも偵察要員として重宝される[19][注 4]。
- 現場下見班
- 後方支援班 - 必要な資機材を補充する。

### 装備
上記の通り、基本的には私服勤務員である捜査員だが、突入時には、銃器を使用した事案の場合には防弾帽・防弾衣・防弾盾・銃器を、また刃物を使用した事案の場合には防刃衣・防刃手袋・防刃帽・刺股などを使用する。
銃器として、警視庁SITでは、1980年代末の時点では、動作の確実性と携行性を重視してスミス&ウェッソン（S&W）社製の小型回転式拳銃が用いられていた。その後、火力に優れた自動拳銃が導入され、2000年代の事件現場ではベレッタ 92FS VertecやS&W M3913の使用が確認されている。2015年には、栃木県警察のTSITでベレッタ90-Twoの配備が確認された。
またH&K MP5の配備も確認されている。2007年の町田市立てこもり事件で確認された直後、専門誌などではMP5K PDWと記載されていたが、後にMP5SFKと称されるようになった。セミオート射撃のみ可能な短銃身モデルで、フラッシュライトと折曲式の銃床が装着されており、室内突入時の近距離狙撃用であると推測されている。Pepperball VKSなどのガス銃のほか、FN-303やBGL-65などの空気銃や閃光弾発射機も装備されている。ただし狙撃銃は配備されておらず、必要に応じて警備部から狙撃手を派遣してもらうことになっているが、特殊犯捜査係の行動方針はあくまでも犯人の逮捕を重視して、狙撃による犯人射殺への抵抗が強く、警備部からの打診を謝絶した結果、人質の救出に失敗した事例もある。
これらの装備は捜査用資器材搬送車などに搭載されており、事件発生時は、移動現場指揮車などと展開する。この捜査用資器材搬送車はA1と通称され、防弾衣約30着や銃器のほか、無線機や出動服、破城槌、ボルトカッタ、消火器や閃光弾も搭載されている。移動現場指揮車は現場と指揮本部の間をつなぐ中継基地として機能するマイクロバスであり、誘拐捜査に必要な資機材一式が備えられているほか、現場や前線本部から送られてくる情報を受信する無線機、現場周辺の地図などを搭載しており、幹部級捜査員が待機して、突発事態に即応する。
また突入前の情報収集で使用する機材として、ファイバースコープ、コンクリートマイク、電磁波人命探査装置などがある。

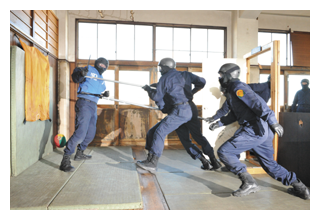
刺股で犯人を制圧する捜査員
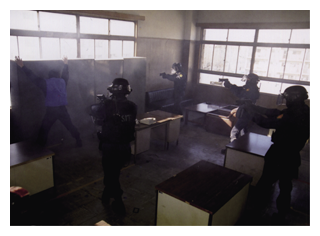
拳銃を構える捜査員
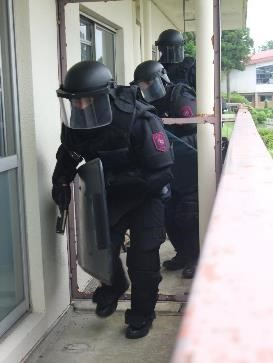
埼玉県警察STS

## 活動史
警視庁SIT、大阪府警察MAAT及び道府県警察刑事部の突入班が出動した主な立てこもり事件は以下のとおりである。
1992年
- 町田市民家立て籠もり事件が発生。警視庁SITが出動。犯人を制圧逮捕し、人質を救出した。

1995年
- 東京都大田区において、幼児人質篭城事件が発生。警視庁SITが出動。捜査第一課・蒲田警察署刑事課と共に突入し、犯人を逮捕、人質を救出した。

1998年
- 東京証券取引所において、籠城事件が発生。警視庁SITが出動。犯人が捜査員の説得に応じて投降したため、突入は行われなかった。

2000年
- 東京都千代田区麹町において、暴力団と右翼団体の発砲抗争事件が発生。警視庁SITが出動。

2002年
　12月
- 静岡県三島市において、人質立てこもり事件が発生。警視庁SITが出動し、静岡県警察に支援を行った。なお、犯人は捜査員の説得に応じて投降し、逮捕された。
- 京都府京都市の京都中央信用金庫において、人質立てこもり事件が発生。京都府警察刑事部捜査第一課特殊犯捜査係（略称不明）が出動。捜査員が説得により犯人を投降させ、人質を救出した。

2003年
　2月
- 東京都渋谷区において、男性がホテルの一室に立てこもる事件が発生。警視庁SITが出動。この事件の際、初めてラペリング降下を使用した突入・検挙が行われた。

　6月
- 東京都板橋区の都営住宅において、猟銃立てこもり事件が発生。警視庁SITが出動。犯人が立てこもる部屋に突入し身柄を確保した。突入の際、隊員2人が犯人に銃撃され、重傷を負った。

2004年
　5月
- 大阪府大阪市において、人質立てこもり事件が発生。大阪府警察MAATが出動。突入により犯人を逮捕、人質を救出した。
- 栃木県宇都宮市において、立て篭もり事件が発生。警視庁SITが出動し、栃木県警察の突入部隊を支援した。栃木県警察では機動隊の銃器対策部隊と刑事部の機動捜査隊が突入を担当した。この事件の後、栃木県警察は捜査第一課にSIT（TSIT）を編成した。
- 千葉県松戸市において、人質立てこもり事件が発生。千葉県警察ARTが出動。突入により犯人を逮捕、人質を救出した。

　9月
- 千葉県市原市において、人質立てこもり事件が発生。千葉県警察ARTが出動。突入により犯人を逮捕、人質を救出した。

2007年
　4月
- 指定暴力団極東会組員による町田市立てこもり事件が発生。警視庁SITが出動。この事件ではSITが突入する前に組員の男性が自殺を図り、拳銃で自分の頭部を撃ち、重傷を負った。

　5月
- 長久手発砲立てこもり事件が発生。愛知県警察SIT出動。説得に応じて投降した犯人を逮捕した。なお、この事件では、愛知県警察特殊部隊（SAT）および大阪府警察MAATも支援で出動したが、SAT隊員1人が犯人の銃撃を受け殉職した。

　8月
- 愛知県刈谷市において、人質立てこもり事件が発生。愛知県警察SITが出動。包丁を所持した犯人に対して説得をおこなったが応じなかったため、突入により人質を救出し、犯人を逮捕した。

　9月
- 愛知県豊明市において、立てこもり事件が発生。愛知県警察SITが出動し、立てこもっていた男性の身柄を確保した。なお、男性はエアソフトガンを持ち自宅に立てこもっていたことから、刑事法の構成要件に該当しなかった。このため、逮捕等の刑事処分は受けていない。

2008年
　2月
- 東京都府中市において、立てこもり事件が発生。警視庁SITが出動し、立てこもっていた男性の身柄を確保した。

　3月
- 茨城県土浦市において、土浦連続殺傷事件が発生。茨城県警察SITが出動。この事件の際、捜査員は「SIT」と記載された帽子を被り、私服姿であった。

　4月
- 東京都日野市において、立てこもり事件が発生。警視庁SITが出動し、立てこもっていた男性の身柄を確保した。

　6月
- 埼玉県川越市において、立てこもり事件が発生。埼玉県警察STSが出動。拳銃を所持して自動車内に立てこもっていた男性が自殺を図ったため、同県警察機動隊のRATSと合同で強行突入を行い、男性の身柄を確保した。男性は病院搬送後、死亡が確認された。

　7月
- 愛知県内の東名高速道路において、バスジャック事件が発生。愛知県警察SITが近隣で誘拐事件の訓練中に事件が発生し出動。美合パーキングエリア付近で追いつき、立てこもっていた少年の身柄を機動捜査隊と供に確保した[26]。
- 愛知県新城市において、立てこもり事件が発生。愛知県警察SITが出動し、立てこもっていた男性の身柄を確保した。

　8月
- 大阪府東大阪市において、立てこもり事件が発生。大阪府警察MAATが出動。事件発生後の約5時間後に突入し、刃物を所持して立てこもっていた男性の身柄を確保した。

　9月
- 東京都板橋区において、立てこもり事件が発生。警視庁SITが出動し、刃物を持って立てこもっていた女の身柄を確保した。
- 東京都江戸川区において、立てこもり事件が発生。警視庁SITが出動し、刃物を持って立てこもっていた男の身柄を確保した。

2009年
　1月
- 栃木県足利市において、けん銃使用の殺人未遂事件が発生。犯人が埼玉県上尾市内で駐車場のトラックに潜伏していたため、埼玉県警察STS、RATSおよび栃木県警察SITが合同で強行突入し、犯人の身柄を確保した。

なお、捜査員が突入した際、犯人は右手にけん銃を握ったまま、トラックの寝台で眠っていたと報道されている。
- 東京都江戸川区において、立てこもり事件が発生。警視庁SITが出動し、刃物を持って立てこもっていた男性の身柄を確保した。
- 警視庁は特殊詐欺対策として、SITおよび機動捜査隊を捜査に投入する方針を発表。SITを投入する理由は、特殊詐欺で、現金の受け渡し場所を転々とさせる手口が目立ち、身代金目的誘拐と同様の捜査手法が有効と判断されたためである。

　11月
- 神奈川県横浜市南区において、立てこもり事件が発生。神奈川県警察SISが突入したが、男性は拳銃で頭部を撃ち自殺を図っており、搬送先の病院で死亡が確認された。また、この事件では女性の突入隊員の姿も確認されている。

2010年
　6月
- 東京都板橋区において、立てこもり事件が発生。警視庁SITが出動し、刃物を持って立てこもっていた男性の身柄を確保した。

　10月
- 大阪市西成区に所在するノミ賭博場の家宅捜索の際、胴元が立てこもったため、大阪府警察MAATが出動。鉄製のドアを爆破して捜査員突入の支援を行った。
- 愛知県一宮市において、立てこもり事件が発生。愛知県警察SITが出動し、刃物を持って立てこもっていた男性の身柄を確保した。

　11月
- 茨城県水戸市の茨城県庁舎において、立てこもり事件が発生し、茨城県警察SITが出動。男性は刃物を所持し、捜査員に対して「自殺する」などと主張したため、閃光弾を使用して男性の身柄を確保した。
- 東京都羽村市のマンションにおいて、奈良県警察の捜査員がマンション5階に住む男性を詐欺容疑で逮捕しようとしたところ、男性がベランダから逃走し、3階の部屋に立てこもったため、警視庁SITが出動。突入により男性を逮捕した。その後、男性の身柄は奈良県警察の捜査員に引き渡された。
- 埼玉県新座市のマンションにおいて、立てこもり事件が発生し、埼玉県警察STSが出動。刃物を持って立て篭もっていた女性の身柄を確保した。
- 岩手県雫石町の町営住宅において、立てこもり事件が発生し、岩手県警察SITが出動。刃物を持って立て篭もっていた男性の身柄を確保した。

2011年
　6月
- 札幌市南区において、立てこもり事件が発生。北海道警察SITが出動し、刃物を持って立てこもっていた男性の身柄を確保した。

　7月
- 栃木県野木町の短期賃貸マンションにおいて、警視庁SITが突入し潜伏していた立川6億円強奪事件の主犯格の一人で元暴力団幹部の男性の身柄を確保した。事前に犯人が拳銃を所持しているとの情報があり、実際に回転式拳銃2丁と実弾28発を所持していた。

　9月
- 東京都国分寺市において、立てこもり事件が発生。警視庁SITが出動し、刃物を持って立てこもっていた男性の身柄を確保した。

　11月
- 大阪市中央区に所在するバカラ賭博場の家宅捜索の際、店員が立てこもったため、大阪府警察MAATが出動。鉄製のドアを爆破して捜査員突入の支援を行った。
- 千葉県千葉市において、路線バス人質立てこもり事件が発生。千葉県警察ARTが出動し犯人を逮捕、人質を救出した。当時のフジテレビの報道によれば、突入の際、ARTの捜査員は、背中に灰色文字で「ART」と記載された紺色のベストを着用していたほか、私服捜査員は実在する新聞社の腕章を着用して偽装していた。

2012年
　2月
- 大阪府高槻市において、立てこもり事件が発生。大阪府警察MAATが出動し、刃物を持って立てこもっていた男性の身柄を確保した。

　3月
- 東京都世田谷区において、自殺志願者による立てこもり事件が発生。警視庁SITが出動し、刃物を持って立てこもっていた男性の身柄を確保した。

　10月
- 東京都世田谷区において、立てこもり事件が発生。警視庁SITが出動し、日本刀を持って立てこもっていた男性の身柄を確保した。男性は現場で自殺を図っており、死亡が確認された。

　11月
- 愛知県豊川市の豊川信用金庫蔵子支店において、人質立てこもり事件が発生。愛知県警SITが出動し、事件発生から約13時間後に突入。サバイバルナイフを持って立てこもっていた犯人を確保し、人質を救出した。逮捕された容疑者は、服役後の2022年、埼玉県川越市のネットカフェにおいて、再び人質立てこもり事件を起こした。

　12月
- 東京都港区において、立てこもり事件が発生。警視庁SITが出動し、刃物を持って立てこもっていた男性の身柄を確保した。

2013年
　3月
- 神奈川県愛甲郡愛川町において、立てこもり事件が発生。神奈川県警察STSが出動し、刃物を持って立てこもっていた男性の身柄を確保した。なお人質救出の際、女性隊員の姿も確認されている。

　4月
- 愛知県稲沢市において、立てこもり事件が発生。愛知県警察SITが出動し、刃物を持ってアパート屋根に立てこもっていた犯人を催涙弾を使用して確保し、人質を救出した。また、確保する際に捜査員は上空に向けて2発、犯人の足元近くに1発の威嚇射撃を行った。

　6月
- 愛知県名古屋市の雑居ビルにおいて、立てこもり事件が発生。愛知県警察SITが出動し、立てこもっていた男性の身柄を確保した。

2014年
　1月
- 愛知県春日井市において、立てこもり事件が発生。愛知県警察SITが出動し、銃器を持って立てこもっていた男性の身柄を確保した。
- 福岡県大牟田市において、人質立てこもり事件が発生。福岡県警察SITが出動。突入により犯人を逮捕、人質を救出した[27]。

　3月
- 群馬県高崎市において、立てこもり事件が発生。群馬県警察捜査第一課特殊犯が出動し、刃物を持って立てこもっていた男性の身柄を確保した。

　5月
- 保釈されたパソコン遠隔操作事件の被告人に対し警視庁SITが尾行を実施。被告人が偽装工作に用いたスマートフォンを荒川河川敷に埋める現場を目撃。警察はこのスマートフォンを回収し、被疑者は保釈を取り消された。

　7月
- 岡山県美作市において、立てこもり事件が発生。岡山県警察捜査第一課特殊犯が出動し、けん銃を持って立てこもっていた男性の身柄を確保した。男性は現場で自殺を図り、後に死亡が確認された。

2015年
　2月
- 東京都渋谷区において、立てこもり事件が発生。警視庁SITが出動し、屋上からリペリング降下を行い突入して男性の身柄を確保した。なお男性はベランダからプリンターやゴルフバッグなどを放り投げ、モデルガンで警察官を威嚇していた。

　4月
- 大阪市西成区のアパートにて立てこもり事件が発生。事件発生から約13時間後に大阪府警察MAATが突入し、男性の身柄を確保した。なお、この男性は事件発生当日に同区内の郵便局にて、他人名義の通帳を利用し預金を引き出そうとした容疑が持たれている。

　5月
- 宮城県大崎市の農協店舗において、立てこもり事件が発生。宮城県警察SITが出動、突入して男性の身柄を確保した。なお男性は店舗内にガソリンのような液体をカウンターに撒いていた。
- 東京都町田市において、立てこもり事件が発生。警視庁SITが出動し、突入して男性の身柄を確保した。なお男性はベランダから刃物などを投げつけ、「自殺する」などと言って警察官を威嚇していた。

　6月
- 東京都杉並区において立てこもり事件が発生。警視庁SITが出動し、刃物を所持していた男性の身柄を確保した。なお男性は「自殺する」「火をつける」などと言って警察官を威嚇していた。

　8月
- 愛知県岡崎市のコンビニエンスストアにおいて、人質立てこもり事件が発生。愛知県警察SITが出動し、事件発生から約7時間後に突入。包丁を持って立てこもっていた犯人を確保し、人質を救出した。

2016年
　2月
- 千葉県佐倉市内の教会において、人質立てこもり事件が発生。事件発生から約8時間後に、千葉県警察ARTが閃光弾を使用して教会に突入し、人質を救出、犯人を逮捕した。

　4月
- 東京都・千代田区の9階建ての雑居ビルの4階あった特殊詐欺グループのアジトにラペリングで突入し、被疑者らグループのメンバー11人を逮捕した。SITは特殊詐欺専従捜査班、通称「ステルスチーム」を7年前から運用していた。

　8月
- 和歌山県和歌山市で発生した発砲事件に和歌山県警SITと応援派遣された大阪府警MAATが出動。発砲事件の被疑者らしき男が和歌山駅前のホテルに潜伏しているとの情報を受け、両隊で突入するも既に男は部屋から逃走していた。 その後男は和歌山県警の追跡を振り切って同市の住宅街のアパートに立て籠り膠着状態となる。警察は慎重に説得を続けたが、立て籠りから17時間後に男が突如自らの腹部を銃撃して自殺を図り説得に当たっていた大阪府警MAATによって身柄を確保された。なお、男は病院に搬送されたが2時間後に死亡が確認された。

　9月
- 福島県福島市のアパートにおいて、人質立てこもり事件が発生。事件発生から約7時間後に、福島県警察SITが閃光弾を使用しアパートに突入、犯人を逮捕し人質を救出した。
- 東京都立川市のアパートにおいて、立てこもり事件が発生。事件発生から約3時間後、警視庁SITが男の部屋に突入し、ボウガンを持っていた男を公務執行妨害の現行犯で逮捕した。
- 神奈川県横浜市の団地において、立てこもり事件が発生。事件発生から約3時間後、神奈川県警察SISが男の部屋に突入し、刃物を持って立てこもっていた男を逮捕した。

2017年
　1月
- 神奈川県大和市のマンションにおいて、立てこもり事件が発生。「死んでやる」などと警察に通報し立て込もっていたが、事件発生から約7時間後、神奈川県警察SISが部屋に突入し、包丁を持って立て込もっていた女を逮捕した。部屋には女の母親もいたが、無事保護された。

　4月
- 福岡県篠栗町のアパートにおいて、立てこもり事件が発生。事件発生から約9時間後、福岡県警察SITが部屋に突入し、ライフル銃を持って立てこもっていた男を逮捕した。

　5月
- 東京都台東区のマンションにおいて、人質立てこもり事件が発生。ストーカーの男が元交際相手の母親を人質にして立てこもった。事件発生から約3時間後に母親が刺され、その2分後に警視庁SITが特殊閃光弾等を用い、玄関とベランダから突入し男を逮捕。人質と、突入時に自殺を図った男は命に別状なし。

　9月
- 大阪府豊中市のマンションにおいて、立てこもり事件が発生。事件発生から約7時間半後、大阪府警察MAATが突入し、包丁を持って立てこもっていた男を逮捕した。部屋には男の祖母もいたが、無事保護された。

　11月
- 福岡県北九州市のマンションにおいて、男が室内犬を猟銃で射殺し立てこもる事件が発生。福岡県警察SITが福岡県警察銃器対策部隊と福岡県警察SATと共に出動。

2018年
　6月
- 東京都渋谷区の居酒屋において、立てこもり事件が発生。警視庁SITが店内に突入して酩酊状態の男を逮捕した。なお男は外に向け花火を発射したり炊飯器などを投げ落とすなどし抵抗していた。

　7月
- 東京都中央区のホテルにおいて、立てこもり事件が発生。事件発生から約4時間後、警視庁SITが突入し、路上に向けハンガーなどを投げ落としていた男を逮捕した。

2020年
　4月
- 福岡市南区大橋のうなぎ店において、立てこもり事件が発生。事件発生から約6時間後、説得に応じて男が店外に出たところを福岡県警察SITが逮捕した。店内には女児2名もいたが、無事保護された。

　7月
- 北海道札幌市中央区のマンションにおいて、覚せい剤事件で家宅捜索を受けた男が逃走し、別の部屋に立てこもる事件が発生。約4時間半後に北海道警察SITが突入。男を逮捕した[28]。

2021年
　6月
- 埼玉県さいたま市のネットカフェにおいて、立てこもり事件が発生。約32時間後に埼玉県警察STSが突入。男を逮捕し、人質を無事救出した。

　8月
- 福岡市中央区六本松の福岡地方裁判所において、指定暴力団工藤會の野村悟が身柄を移送される際に、身柄の奪還を警戒して、福岡県警察SITが福岡県警察銃器対策部隊と共に出動した。

2022年
　1月
- 東京都渋谷区代々木の焼き肉店において、人質立てこもり事件が発生。事件発生から約3時間後、店の裏口から人質となっていた店長を救出し、警視庁SITが閃光弾を使用して突入。男を現行犯逮捕した。
- 埼玉県ふじみ野市で66歳の男が自宅に弔問に訪れた医療関係者を猟銃で銃撃し、うち1人を人質に取る立てこもり事件が発生。事件発生から約11時間後に埼玉県警察STSが閃光弾を使用して突入し自宅に立てこもっていた被疑者の身柄を確保した。人質となっていた44歳の医師は心肺停止状態で発見され病院へ搬送されたが死亡が確認された。他、医療関係者2人が重軽傷を負った。

　6月
- 埼玉県川越市のネットカフェにおいて、人質立てこもり事件が発生。約5時間後に埼玉県警察STSが突入し人質を救出、男を逮捕した。男は2012年に豊川信用金庫蔵子支店に13時間立てこもる事件を起こしていた。

2023年
　3月
- 愛知県安城市のビルにおいて、入居する会社の元従業員の男が女性従業員を人質に立てこもる。愛知県警察SITが約1時間半後に犯人を確保。人質は無事。

　5月
- 長野県中野市で31歳の男が警察官ら4人を猟銃で銃撃し、2人を人質に取る立てこもり事件が発生。長野県警察SIT出動。説得に応じて投降した犯人を逮捕した。なお、この事件では、警視庁SITと神奈川県警察SATも支援で出動。当時の日本テレビの報道によれば、出動の際、長野県警察SITの捜査員は、背中に白色文字で「NSIT」と記載された黒色の防弾ベストを着用していた。なお出動の際、女性隊員の姿も確認されている。
- 福岡県糸島市のクリニックにおいて、立てこもり事件が発生。福岡県警察SITが出動し、刃物を持って立てこもっていた男性の身柄を確保した。

　10月
- 埼玉県蕨市の蕨郵便局において、立てこもり事件が発生。埼玉県警察STSが同県警察機動隊のRATSと合同で強行突入を行い、拳銃を持って立てこもっていた男の身柄を確保した。なお、この事件では、警視庁SITと千葉県警察SATも支援で出動[29]。

2024年
　12月
- 秋田県秋田市土崎港のスーパーマーケット、いとく土崎港店にて熊が店内に立てこもる事件が発生。店舗スタッフ1名が熊に噛まれ頭部を負傷。秋田県警察SITが出動。

- 北九州市小倉南区の「マクドナルド322徳力店」において、中学3年の男女2人が男に刃物のようなもので刺され、女子生徒が死亡する事件が発生。福岡県警察SITが強行突入を行い、近所に住む40代の男を男子生徒への殺人未遂容疑で逮捕[30]。

2025年
　1月
- 長野県長野市のJR長野駅前のバス乗り場付近にて、男女3人が刃物で刺され、男性1人が死亡する事件が発生。事件から4日後の早朝、長野県警察NSITが容疑者宅へ突入し、女性への殺人未遂容疑で逮捕[31]。

## 登場作品
特殊犯捜査係は特殊な犯罪や、未解決事件の捜査を担当するため、小説、映画、ドラマ、漫画、アニメ等様々な作品に登場する。以下は特殊犯捜査係が登場する主な作品である。
- 『大病院占拠』-櫻井翔主演のドラマ。
- 『踊る大捜査線 THE MOVIE』 - 織田裕二主演の映画。
- 『交渉人 真下正義』 - ユースケ・サンタマリア主演の映画。
- 『逃亡者 木島丈一郎』 - 寺島進主演のドラマ。
- 『QUIZ』 - 財前直見主演のドラマ。
- 『リミット もしも、わが子が…』 - 安田成美主演のドラマ。
- 『トカゲの女 警視庁特殊犯罪バイク班』 - 黒谷友香主演のドラマ。
- 『犯罪交渉人ゆり子』 - 市原悦子主演のドラマ。
- 『交渉人』 - 五十嵐貴久の小説及び三上博史主演のドラマ、椎名桔平主演のドラマ。
- 『交渉人〜THE NEGOTIATOR〜』 - 米倉涼子主演のドラマ。
- 『相棒 Season5-11 元日スペシャル2007 バベルの塔〜史上最悪のカウントダウン!』 - 水谷豊・寺脇康文主演のドラマ。
- 『Op.ローズダスト』 - 福井晴敏の小説。
- 『SPEC〜警視庁公安部公安第五課 未詳事件特別対策係事件簿〜』 - 戸田恵梨香・加瀬亮主演のドラマ。
- 『隠蔽捜査2〜果断〜』 - 今野敏の小説及びそれを原作にした陣内孝則主演のドラマ。杉本哲太主演のものでは、神奈川県警の特殊班を使う。このときは「STS」と呼称され、埼玉「STS」の部隊表示ワッペンに酷似した隊員が出演。
- 『ジウ』 - 誉田哲也の小説及び多部未華子、黒木メイサダブル主演のドラマ。
- 『事件救命医〜IMATの奇跡〜』 - 玉木宏主演のドラマ。
- 『名探偵コナン』 - 漫画、アニメ、映画の各作品。
- 『安堂ロイド〜A.I. knows LOVE?〜』 - 第7話、最終話に登場。
- 『S -最後の警官-』 - 小説、漫画、ドラマ版の各作品。
- 『DEATHTOPIA』 - 山田恵庸の漫画。実在の特殊捜査班には存在しない6係が登場する。
- 『64（ロクヨン）』 - 主人公三上 義信がロクヨン事件の時に所属していた。
- 『一千兆円の身代金』
- 『ゴルゴタ』 - 深見真の小説。
- 『感染捜査』 - 吉川英梨の小説。豪華客船での人をゾンビ化するウイルスの発生にともない、海上保安庁と合同で結成された第一次感染捜査隊に警視庁SITの隊員が編入される。
- 『学園黙示録 HIGHSCHOOL OF THE DEAD』 - 主人公らの訪れた床主東警察署にて、すでに「奴ら」と化した隊員が登場。
- 『バニラ A sweet partner』 - アサウラのライトノベル。主人公の女子高生2人がライフル銃を持って高校に立てこもったことを受け、銃器対策部隊とともに特殊犯捜査班が出動。しかし現場指揮官の独断により特殊班だけでの無謀な突入を行う。
- 『TOKYO MER〜走る緊急救命室〜』鈴木亮平主演の救命医療ドラマ。第3話立てこもり事件において警視庁SITが出動。
- 『ラストマン〜全盲の捜査官〜』福山雅治主演のドラマ。第6話立てこもり事件において警視庁SITが出動。